# Vladimir Bošnjak
Vladimir Bošnjak (Zemun, 20. ožujka 1962.) je hrvatski književnik iz Srijema. 
U svojim proznim djelima (pripovijetke i roman) obuhvaća vrijeme u '80-tima, kad je počelo doba Miloševićeva uspona, kada je potonji sa svojim pomagačima, nakon što je napravio pretres unutar vlastite stranke, proširio svoj djelokrug na federalne jedinice, odnosno kad je krenuo na preuzimanje vlasti u Vojvodini.

## Djela
- E, moj baćo (pripovijetke), 2004.
- Svršetak vražjeg stoljeća (roman), 2006.

## Vanjske poveznice
- Veliki planovi malih naroda i njihove manjine rasvjetom Bošnjakova romana Članak u "Hrvatskoj riječi", 25. rujna 2006.
- Hrvatska riječ  Arhivirana inačica izvorne stranice od 2. kolovoza 2012. (Wayback Machine) Roman u književnosti vojvođanskih Hrvata, 13. veljače 2009.